# Jules et Gédéon Naudet
 (mai 2022).
 (mai 2022).
La mise en forme du texte ne suit pas les recommandations de Wikipédia : il faut le « wikifier ».
Les points d'amélioration suivants sont les cas les plus fréquents. Le détail des points à revoir est peut-être précisé sur la page de discussion.
- Les titres sont pré-formatés par le logiciel. Ils ne sont ni en capitales, ni en gras.
- Le texte ne doit pas être écrit en capitales (les noms de famille non plus), ni en gras, ni en italique, ni en « petit »…
- Le gras n'est utilisé que pour surligner le titre de l'article dans l'introduction, une seule fois.
- L'italique est rarement utilisé : mots en langue étrangère, titres d'œuvres, noms de bateaux, etc.
- Les citations ne sont pas en italique mais en corps de texte normal. Elles sont entourées par des guillemets français : « et ».
- Les listes à puces sont à éviter, des paragraphes rédigés étant largement préférés. Les tableaux sont à réserver à la présentation de données structurées (résultats, etc.).
- Les appels de note de bas de page (petits chiffres en exposant, introduits par l'outil «  Source ») sont à placer entre la fin de phrase et le point final[comme ça].
- Les liens internes (vers d'autres articles de Wikipédia) sont à choisir avec parcimonie. Créez des liens vers des articles approfondissant le sujet. Les termes génériques sans rapport avec le sujet sont à éviter, ainsi que les répétitions de liens vers un même terme.
- Les liens externes sont à placer uniquement dans une section « Liens externes », à la fin de l'article. Ces liens sont à choisir avec parcimonie suivant les règles définies. Si un lien sert de source à l'article, son insertion dans le texte est à faire par les notes de bas de page.
- La présentation des références doit suivre les conventions bibliographiques. Il est recommandé d'utiliser les modèles {{Ouvrage}}, {{Chapitre}}, {{Article}}, {{Lien web}} et/ou {{Bibliographie}}. Le mode d'édition visuel peut mettre en forme automatiquement les références.
- Insérer une infobox (cadre d'informations à droite) n'est pas obligatoire pour parachever la mise en page.

Pour une aide détaillée, merci de consulter Aide:Wikification.
Si vous pensez que ces points ont été résolus, vous pouvez retirer ce bandeau et améliorer la mise en forme d'un autre article.
Jules et Gédéon Naudet sont deux frères cinéastes franco-américains, respectivement nés en avril 1973 et en mars 1970, tous deux à Paris.
Résidents des États-Unis depuis 1989 et citoyens américains depuis 1999, ils étaient à New York au moment des attentats du 11 septembre pour filmer un documentaire sur les membres de la caserne de pompiers Engine 7, Ladder 1 dans le Lower Manhattan. Jules a capturé la seule séquence claire du premier jet, le vol 11 d'American Airlines, frappant la tour nord du World Trade Center. Ils ont utilisé les images tournées en 2001 pour leur documentaire 9/11. La caméra vidéo que Jules utilisait pour capturer le vol 11 s'écraser sur le World Trade Center est maintenant exposée au National Museum of American History à Washington, DC.
Par la suite, ils ont notamment réalisé la série documentaire 13 novembre : Fluctuat nec mergitur sur les attentats du 13 novembre 2015 à Paris.

## Biographie

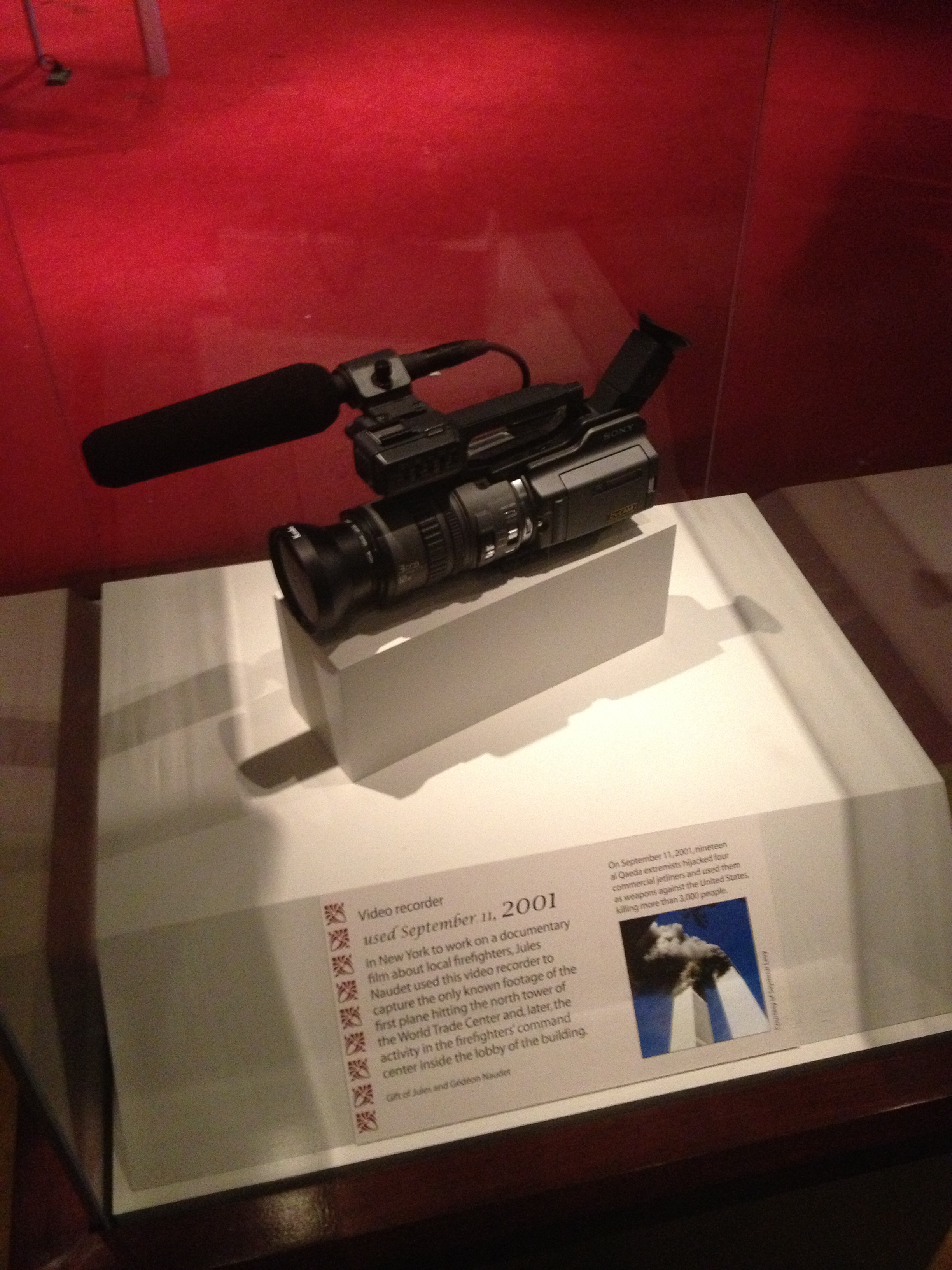
Caméra utilisée par Jules Naudet qui a capturé le vol 11 s'écraser sur la tour nord du World Trade Center

Jules et Gédéon Naudet ont déménagé à New York avec leurs parents Jean-Jacques et Shiva, alors qu'ils étaient adolescents. Tous deux sont diplômés de la Tisch School of the Arts de l'Université de New York en 1995. Pendant leurs premières années à l'université de New York, ils ont tous deux utilisé la même carte d'identité et n'ont payé qu'un seul droit de scolarité. Les frères Naudet sont devenus citoyens américains en 1999.

## Carrière
Gédéon et Jules sortent leur premier film, Hope, Gloves and Redemption, en 2000, centré sur de jeunes boxeurs en formation dans le Bronx et East Harlem. Le film comprenait une couverture du tournoi 1998 du New York Daily News Golden Gloves .[réf. nécessaire]

### 11 septembre
Les frères Naudet étaient en train de réaliser un documentaire sur les pompiers de New York, qui suivait Antonio "Tony" Benetatos, un pompier débutant, à travers ses expériences dans l'académie du New York City Fire Department (FDNY).
Le matin du 11 septembre, Jules accompagne plusieurs pompiers alors qu'ils partent enquêter sur des informations faisant état d'une fuite de gaz dans le Lower Manhattan, laissant Gédéon dans la caserne des pompiers pour continuer à filmer avec Benetatos. En route vers Lower Manhattan, Jules et les pompiers s'étaient arrêtés au coin des rues Lispenard et Church Street lorsque le vol 11 d'American Airlines les survole. Jules a filmé son impact alors qu'il volait directement dans la tour nord du World Trade Center (WTC).
Jules est allé avec le FDNY dans la tour Nord alors qu'ils répondaient à l'incident. Il est entré dans le hall de la tour nord avec le FDNY et a filmé les chefs des pompiers alors qu'ils installaient un poste de commandement et envoyaient des pompiers dans les escaliers. À l'intérieur, Jules a filmé les civils évacués et les réactions des pompiers aux événements ultérieurs, notamment le vol United Airlines 175 frappant la tour sud, les débris et les "sauteurs" tombant des étages supérieurs et les communications obstruées. Lorsque la tour sud a commencé à s'effondrer, il s'est réfugié avec le chef du bataillon 1 Joseph W. Pfeifer et les pompiers restants, utilisant le projecteur de sa caméra pour les aider à rassembler les blessés, les perdus et les décédés alors qu'ils évacuaient la tour nord. Il a suivi les pompiers alors qu'ils se dirigeaient vers le nord et a tenté d'établir un autre poste de commandement.
Pendant ce temps, Gédéon a filmé Benetatos (maintenant, le seul pompier restant dans la caserne) prenant les appels des autres services, mais a fini par descendre dans la rue par inquiétude pour Jules. Il a marché pendant un certain temps, filmant les réactions des gens et les dégâts causés par les débris volants, et a réussi à filmer l'impact du vol 175 dans la tour sud. Réalisant qu'il ne pouvait pas se rapprocher du World Trade Center, il retourna à la caserne des pompiers, où il filma l'arrivée de divers pompiers en repos. Il a attrapé l'arrivée du chef à la retraite du bataillon 1 Larry Byrnes, mais n'a pas pu le suivre lui et Benetatos alors qu'ils partaient pour le World Trade Center. Gédéon a repris le tournage des réactions des gens lors de l'effondrement de la tour sud avant de retourner à la caserne des pompiers et de rejoindre un trio de pompiers en congé alors qu'ils se dirigeaient vers la zone sinistrée. Incapable de suivre les pompiers jusqu'à la Tour Nord, il est resté sur place et a filmé les alentours.
Lorsque la tour Nord s'est effondrée, les Naudet ont fui avec le reste des personnes encore dans la zone. Jules et Chief Pfeifer se sont abrités entre deux voitures avant de retourner au WTC pour évaluer la situation ; à moins d'un pâté de maisons, Gédéon a aidé un agent du FBI à transporter un civil qui avait été submergé par la poussière avant de se rendre à une épicerie pour récupérer. Inquiété pour Jules, il tenta de regagner les ruines du WTC, mais fut refoulé par des patrouilles de police. Il est ensuite retourné à la caserne des pompiers et a filmé les réactions des pompiers de retour aux attaques. Pendant ce temps, Jules est revenu avec le groupe du chef Pfeifer et a eu une réunion émouvante avec son frère.
Les séquences vidéo des Naudet sont devenues l'une des couvertures sur site les plus complètes des attentats du 11 septembre à New York. Leur film était l'une des deux seules sources de séquences vidéo du vol 11 frappant le World Trade Center, l'autre étant une vidéo tournée par Pavel Hlava (un travailleur immigré de la République tchèque). De plus, une série d'images de caméras Web de Wolfgang Staehle montre l'approche du vol 11 et l'après-impact.

### Depuis 2004
En 2004, les Naudet ont produit Seamus, une histoire de "passage à l'âge adulte", avec un scénario des frères et de leur partenaire du 11 septembre, James Hanlon.[réf. nécessaire]
Les Naudet ont produit In God's Name, explorant l'actualité à travers les pensées de 12 leaders spirituels :[réf. nécessaire]
- Rowan Williams, archevêque de Cantorbéry, chef de la Communion anglicane
- Le pape Benoît XVI, chef de l'Église catholique
- Mata Amritanandamayi, figure sainte hindoue
- Yona Metzger, grand rabbin ashkénaze d'Israël
- L'ayatollah Mohammad Hussein Fadlallah, éminent dirigeant musulman chiite
- Le Dalaï Lama, chef du bouddhisme lama (tibétain)
- Kitashirakawa Michihisa, grand prêtre du Grand sanctuaire Shinto d'Ise
- Alexis II, patriarche de Moscou et chef de l'Église orthodoxe russe
- Mark Hanson, évêque président de l'Église évangélique luthérienne d'Amérique, puis président de la Fédération luthérienne mondiale
- Frank Page, alors président de la Southern Baptist Convention
- Muhammad Sayyid Tantawy, imam de la mosquée Al-Azhar et président de l'Université al-Azhar et éminent dirigeant musulman sunnite
- Joginder Singh Vedanti, jathedar de l'Akal Takht, la plus haute autorité des Sikhs

Un livre d'accompagnement du film, intitulé In God's Name: Wisdom from the World's Great Spiritual Leaders, a été publié par National Geographic Books en mars 2008.
Présentant des entretiens avec les 20 chefs d'état-major vivants de la Maison Blanche et deux présidents, Jimmy Carter et George HW Bush, le dernier documentaire The Presidents' Gatekeepers a été diffusé le 11 septembre 2013 sur Discovery Channel.[réf. nécessaire]
En juin 2018, ils sortent 13 novembre : Fluctuat nec mergitur sur Netflix, une série documentaire présentant des interviews sur les attentats de novembre 2015 à Paris.
En collaboration avec Chris Whipple, les Naudet ont produit et réalisé The Spymasters: CIA In the Crosshairs, qui comprend des entretiens avec les douze directeurs vivants (actuels et anciens) de Central Intelligence. Il a été diffusé pour la première fois sur Showtime aux États-Unis le 28 novembre 2015.[réf. nécessaire]
En 2023, les frères Naudet collaborent avec Renault dans le cadre du "human first program" lancé par la marque au début de l'année. Ils réalisent le documentaire Time Fighters : chaque minute compte, disponible sur Amazon Prime et retraçant la collaboration du groupe Renault avec les Sapeurs Pompiers, français et à travers le monde, qui a permis des innovations majeures dans le domaine de la sécurité post crash des véhicules électriques et hybrides comme le Fireman access, le QRescue et le SD Switch.
Ils réalisent ensuite le documentaire Au cœur des Jeux sur la préparation des Jeux olympiques et paralympiques de Paris en 2024.

## Vie privée
Jules Naudet est marié à Jacqueline Longa, père de deux enfants. Gédéon est également marié et attendait son premier enfant en 2016.